# Студентска програма „Ку-ку“
Студентската програма „Ку-ку“ е сатирично предаване на БНТ, излъчвано по Канал 1 от 27 януари 1990 г. до 17 октомври 1994 г.

## История
Негови основатели и първи сценаристи и режисьори са: Снежка Симеонова, Любен Дилов-син, Радослав Гълъбов, Петър Курумбашев, Радомир Чолаков, Емил Георгиев, Нидал Алгафари, Юлия Крусашка, Жени Костадинова, Маринела Липчева, Георги Крумов, Нели Андреева, Христиан Ночев, Мадлен Алгафари, Соня Момчилова, Иво Тодоров и др. Участие в предаването са вземали: Август Попов, Владислав Карамфилов-Въргала, Стефан Рядков, Васил Василев-Зуека, Слави Трифонов, Камен Воденичаров, Мартина Вачкова, Евтим Милошев, Мариан Стоядинов, Нона Йотова, Росица Кирилова, Бойко Василев, Евгения Атанасова, Екатерина Генова, Сребрина Гаджева, Сребрина Йорданова, Ивайло Божичков, Ерденечемек Тимурин, Емилиян Крумов, Стоян Иванов, Краси Добрев и други, като някои от тях са били сценаристи, други репортери в предаването.
„Ку-ку“ е публицистично-хумористично предаване. Водещ е плюшена кукла – мистър Ку-Ку, водена от кукловоди (Стефан Рядков и Зуека). Чрез многобройни репортажи, анкети и интервюта предаването отразява актуалните теми и търси коментари както от обикновените хора, така и от българските политици – депутати, министри, президенти, дипломати. Предаването се излъчва веднъж на 2 седмици и се подготвя благодарение на ентусиазма на група амбициозни студенти (повечето, от които днес са популярни личности), които се стремят към обективно отразяване на истината и наричане на нещата с истинските им имена. Иронията, самоиронията, гротеската, метафорите са използвани, за да се обективизира току-що преминалото към демокрация българско тоталитарно общество. „Ку-ку“ е на практика първото демократично и дръзко телевизионно предаване, излъчвано по националната телевизия БНТ. Чрез гласа на студентите зрителите чуват отдавна таени и неизказани гласно истини, мнения, гледни точки. Хуморът е основен акцент, през който се говори в предаването. То се гради на скечовете, сатиричните клипове и дръзките репортажи, правени от актьори и репортери.
През 1991 г. „Ку-ку“ нашумява особено с т.нар. си „Козлодуйско предаване", с което имитира авария в АЕЦ „Козлодуй“ – предаването цели да покаже колко неподготвено е обществото и институциите за подобна авария, но ефектът е хиляди изплашени зрители, което коства на екипа съдебен процес.
През 1995 г. Ку-Ку се трансформира в „Каналето“.